# Фезотеродин
Фезотеродин (англоязычное — Fesoterodine) (Международное непатентованное название, торговая марка Toviaz) — антагонист мускариновых рецепторов, разработанный фирмой Schwarz Pharma AG в качестве лекарственного препарата для лечения синдрома гиперактивного мочевого пузыря. Эффективность фезотеродина была показана в слепых рандомизированных контролируемых исследованиях в сравнении с плацебо  и с толтерадином. Европейское медицинское агентство (European Medicines Agency) в апреле 2007 года одобрило использование фезотеродина в клинике..